# Furosemide
La furosemide è una molecola appartenente alla categoria dei diuretici dell'ansa, che viene utilizzata come farmaco per il trattamento di edemi e ritenzione idrica, in particolare nello scompenso cardiaco. In Italia il farmaco è venduto dalla società farmaceutica Sanofi-Aventis con il nome commerciale di Lasix, nella forma farmaceutica di compresse da 25 mg, e fiale di soluzione per infusione da 20 mg, 250 mg e 500 mg. Il farmaco è inoltre commercializzato da numerose altre società come farmaco equivalente.
Come alcuni altri farmaci diuretici, la furosemide è inclusa nella classe S5 di una lista di farmaci vietati dall'Agenzia mondiale antidoping in quanto il suo utilizzo potrebbe risultare finalizzato a mascherare il ricorso ad altri farmaci dopanti. Il farmaco è utilizzato anche in ambito veterinario per prevenire l'epistassi in cavalli da corsa purosangue e trottatori nel corso delle gare.

## Meccanismo d'azione
I diuretici favoriscono l'eliminazione dei liquidi. La furosemide fa parte (assieme a bumetanide, muzolimina e acido etacrinico) della categoria dei diuretici dell'ansa, che esplicano la loro azione principale sul tratto ascendente dell'ansa di Henle del nefrone, dove inibiscono il riassorbimento di sodio e cloro. Poiché questo tratto del nefrone è responsabile del riassorbimento del 30-40% del cloruro di sodio filtrato dal glomerulo renale, i diuretici dell'ansa sono i più efficaci in assoluto consentendo un effetto diuretico massimale. La furosemide comporta un aumento dell'eliminazione di liquidi e di elettroliti come il sodio anche nei casi in cui la filtrazione glomerulare sia marcatamente ridotta (< 20 mL/min). A differenza dei diuretici tiazidici, la furosemide e altri diuretici dell'ansa aumentano il contenuto di ioni calcio nell'urina. La concomitante perdita di potassio può essere compensata con la somministrazione di spironolattone oppure con canrenoato di potassio, entrambi diuretici risparmiatori di potassio.

## Farmacocinetica

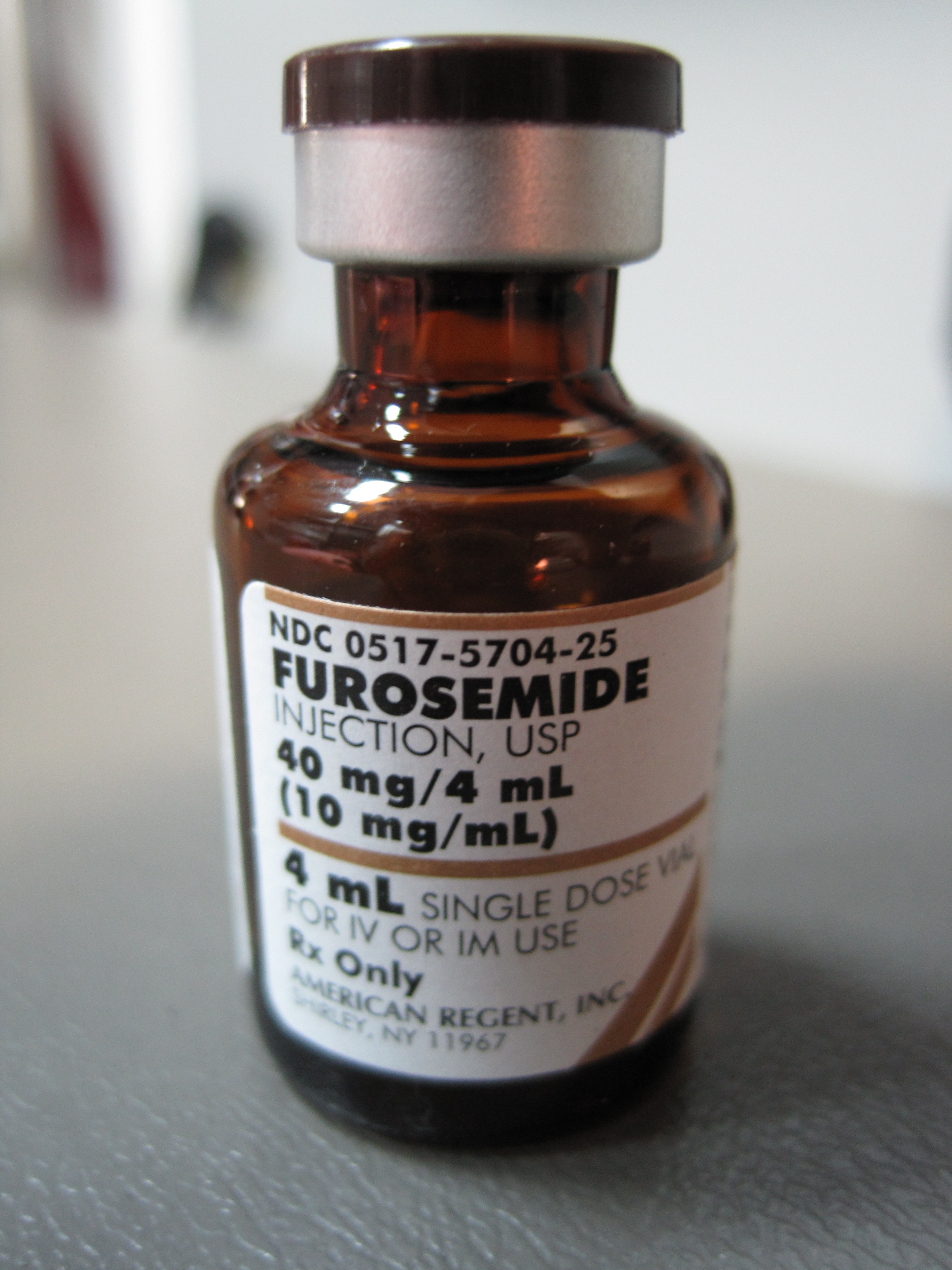
Boccetta monodose di furosemide

Dopo somministrazione orale, la furosemide è rapidamente assorbita dal tratto gastrointestinale. L'assorbimento del farmaco tuttavia varia in modo marcato da individuo a individuo. La biodisponibilità nei volontari sani varia tra il 50% e il 70%. In caso di patologie pregresse (come ad esempio nella sindrome nefrosica) può ridursi al 30%.
La concentrazione plasmatica massima (Cmax) viene raggiunta entro 1-1,5 ore dall'assunzione (Tmax). Il legame con le proteine plasmatiche, in particolare con l'albumina raggiunge il 98%. La furosemide può essere somministrata anche per via parenterale. Dopo somministrazione endovena circa il 60-70% del farmaco viene eliminato per via urinaria, principalmente in forma immodificata. L'eliminazione per via urinaria di un metabolita glucuronizzato rappresenta circa il 10-20% del totale del farmaco escreto nelle urine. Una quota più piccola viene escreta nelle feci. L'emivita della furosemide a seguito di somministrazione endovenosa è pari a circa 1 – 1,5 ore. La sua azione si esplica rapidamente ed è di breve durata (6 ore). Il farmaco viene escreto nel latte materno e oltrepassa la barriera placentare.

## Tossicologia
La DL50 nel topo è di 1 050 mg/kg per via orale e di 308 mg/kg per via endovenosa. Nel ratto di 4 600 mg/kg per os di 680 mg/kg per via endovenosa.

## Usi clinici
La furosemide viene utilizzata principalmente per scompenso cardiaco congestizio, edema polmonare acuto, condizioni di ipervolemia e conseguente stato edemigeno, ha come effetto collaterale ipotensione. È il farmaco di prima linea nella maggior parte dei soggetti affetti da edema dovuto a insufficienza cardiaca congestizia.
È utilizzata anche nei soggetti affetti da cirrosi epatica, insufficienza renale, sindrome nefrosica. È il farmaco di scelta e di comune utilizzo anche nei soggetti con edema cerebrale e ipertensione endocranica oppure edema polmonare acuto che richiedono una diuresi rapida, e quindi spesso una terapia endovenosa. Utilizzabile anche nel trattamento dell'ipercalcemia grave in combinazione con reidratazione adeguata.

## Effetti collaterali e indesiderati
Nei soggetti in trattamento con furosemide si possono verificare effetti avversi a carico del tratto gastrointestinale (tra cui nausea, vomito, diarrea), alterazioni elettrolitiche quali iponatriemia, ipokaliemia, ipomagnesiemia, ipocalcemia, ipovolemia acuta con ipotensione, shock e aritmie cardiache. È anche possibile il verificarsi di una ridotta tolleranza al glucosio con insorgenza di iperglicemia. In altri casi si registrano cefalea, gotta, vertigini, febbre, iperuricemia, affaticamento, pancreatite, rash.
Il farmaco può dare ototossicità che tende a manifestarsi con disturbi a carico dell'udito e ronzio auricolare. Il disturbo può verificarsi in particolare in caso di somministrazione endovenosa molto rapida (la velocità di infusione non dovrebbe superare i 4 mg/min) e nei soggetti affetti da insufficienza renale oppure ipoproteinemia. La somministrazione di un aminoglicoside seguita da trattamento con furosemide può incrementare notevolmente il rischio di ototossicità. Similmente la cosomministrazione con acido etacrinico.
Nei nati prematuri la furosemide è stata associata a nefrocalcitosi/nefrolitiasi e a ritardo nella chiusura del dotto arterioso quando somministrata a nati pre-termine. I prematuri infatti risultano particolarmente sensibili agli effetti legati alla perdita di calcio che provoca il diuretico. Trattamenti prolungati possono indurre iperparatiroidismo secondario a ipocalcemia con conseguente diminuzione del contenuto minerale osseo, fratture e calcificazione renale. Quest'ultima ha indotto, nei bambini con immaturità importante, sul lungo periodo, insufficienza renale. La calcificazione renale da furosemide è stata riscontrata anche in bambini più grandi. La furosemide è stata associata a ritardo nella chiusura del dotto arterioso (probabile meccanismo mediato dalle prostaglandine: la furosemide aumenta la sintesi della prostaglandina E2, potente dilatatore del dotto arterioso). Il ritardo nella chiusura del dotto arterioso indotto dal diuretico non ha comunque modificato l'indice di mortalità del gruppo di pazienti considerato. Paradossalmente, la furosemide è stata impiegata come diuretico per trattare le alterazioni emodinamiche proprio nei bambini prematuri con pervietà del dotto arterioso. Sulla base dei dati di letteratura, non è raccomandato un uso abituale della furosemide nel trattamento della pervietà del dotto arterioso in neonati prematuri per il rischio associato a ipovolemia grave, agli effetti sul dotto arterioso e alla mancanza di benefici sul lungo periodo.

## Controindicazioni
Ipersensibilità alla furosemide o alle sufaniluree, anuria, ostruzione delle vie escretrici, gravi deplezioni elettrolitiche (in particolare severa iposodiemia e/o ipopotassiemia) fino a quando questa condizione non viene corretta.

## Dosi terapeutiche
Nei soggetti adulti è indicata l'assunzione di 25–75 mg di furosemide al giorno, per via orale. Il dosaggio è in genere suddiviso in due assunzioni. Sono possibili incrementi di 25–50 mg fino a ottenere l'effetto desiderato. Qualora l'edema da trattare richieda la somministrazione per via endovenosa, si somministrano 20–40 mg al giorno, in bolo. La dose può essere ripetuta dopo 1-2 ore ed eventualmente incrementata di 20 mg alla volta fino al dosaggio di 1 000 mg. Le linee guida dell'American College of Cardiology / American Heart Association raccomandano una dose singola massima di 160–200 mg. È anche possibile impostare un trattamento per via endovenosa in infusione lenta. In questo caso si somministra inizialmente un bolo di 20–40 mg, seguito da 10–40 mg ogni ora fino a un massimo di 80–160 mg per ora. I rischi associati con queste dosi devono essere attentamente valutati. Nota: le associazioni cardiologiche americane (American College of Cardiology / American Heart Association) raccomandano un carico iniziale di 40 mg ev, seguito da infusione continua di 10–40 mg per ora.
Nei bambini le dosi da somministrare sono minori rispetto all'adulto. In caso di somministrazione orale è suggerito un dosaggio di 0,5-1,5 mg/kg al giorno, e un graduale incremento della dose fino a ottenere l'effetto desiderato (dosaggio massimo di sei mg/kg).
Ricorrendo alla somministrazione endovena è consigliata una dose di 1 mg/kg, anche in questo caso aumentabile fino a ottenere l'effetto desiderato, e sempre prestando attenzione a non eccedere il dosaggio di 6 mg/kg.
Nel 2004 fu eseguito uno studio pilota su volontari sani per verificare la possibilità di impiego della furosemide per via sottocutanea in soggetti nei quali non era possibile o desiderabile l'utilizzo del farmaco per via orale o endovenosa. Lo studio dimostrò la fattibilità della somministrazione, 20 mg per iniezione sottocutanea. Gli effetti avversi più comunemente riportati dai partecipanti furono considerati trascurabili e includevano un bruciore transitorio e/o dolore al sito di iniezione.

## Interazioni
Il cibo altera spesso in modo imprevedibile l'assorbimento della furosemide. Per tale motivo si raccomanda che le compresse siano assunte a stomaco vuoto.
- Cloralio idrato: possibile comparsa di rash cutaneo, sudorazione, nausea, agitazione, tachicardia.
- Aminoglicosidi: potenziamento del rischio di ototossicità.
- Cisplatino: aumento dei rischi di nefro e ototossicità.
- Sucralfato: riduzione dell'assorbimento intestinale del diuretico.
- Sali di litio: aumento della concentrazione sierica dell'antidepressivo e potenziamento della sua tossicità.